# Naco (Arizona)
Naco és una concentració de població designada pel cens dels Estats Units a l'estat d'Arizona. Segons el cens del 2000 tenia 833 habitants.

## Demografia
Segons el cens del 2000, Naco tenia 833 habitants, 260 habitatges, i 202 famílies La densitat de població era de 95,7 habitants/km².
Dels 260 habitatges en un 46,2% hi vivien nens de menys de 18 anys, en un 50,8% hi vivien parelles casades, en un 20,4% dones solteres, i en un 22,3% no eren unitats familiars. En el 19,2% dels habitatges hi vivien persones soles el 9,2% de les quals corresponia a persones de 65 anys o més que vivien soles. El nombre mitjà de persones vivint en cada habitatge era de 3,2 i el nombre mitjà de persones que vivien en cada família era de 3,71.
Per edats la població es repartia de la següent manera: un 38,8% tenia menys de 18 anys, un 7,8% entre 18 i 24, un 26,2% entre 25 i 44, un 16,3% de 45 a 60 i un 10,9% 65 anys o més.
L'edat mediana era de 28 anys. Per cada 100 dones de 18 o més anys hi havia 87,5 homes.
La renda mediana per habitatge era de 22.045 $ i la renda mediana per família de 25.227 $. Els homes tenien una renda mediana de 21.923 $ mentre que les dones 15.882 $. La renda per capita de la població era de 9.169 $. Aproximadament el 33% de les famílies i el 34,2% de la població estaven per davall del llindar de pobresa.

## Poblacions més properes
El següent diagrama mostra les poblacions més properes.